# 1116
El 1116 (MCXVI) fou un any de traspàs començat en dissabte del calendari julià.

## Esdeveniments
- Segons la llegenda, els asteques inicien la seva migració al sud des d'Aztlán.[1]
- Conquesta catalana de Tarragona als sarraïns.